# Alex Blignaut
 Alex Blignaut  va ser un pilot de curses automobilístiques sud-africà que va arribar a disputar curses de Fórmula 1.
Va néixer el 30 de novembre del 1932 a Johannesburg, Sud-àfrica i va morir el 15 de gener del 2001 a Honeydew, Johannesburg (Sud-àfrica).

## A la F1
Alex Blignaut va debutar a la primera cursa de la temporada 1965 (la setzena temporada de la història) del campionat del món de la Fórmula 1, disputant l'1 de gener de l'any 1965 el GP de Sud-àfrica al circuit de East London (Prince George).
Va participar en una única prova puntuable pel campionat de la F1, no aconseguint classificar-se per disputar la cursa i no assolínt cap punt pel campionat del món de pilots.
Com a propietari d'equip també va arribar a disputar curses del campionat del món de F1, disputant el GP de Sud-àfrica de les temporades 1973 i 1974 amb el pilot Eddie Keizan que pilotava un Tyrrell 004.
Blignaut més tard va ser secretari de SAMRAC (Racing Club Motor de Sud-àfrica), el club que organitzava el Gran Premi de Sud-àfrica a Kyalami. Va morir l'any 2001 després d'un accident a la seva granja, quan es va electrocutar mentre reparava una peça de maquinària.

## Resultats a la Fórmula 1
| Any  | Equip         | Xassís         | Motor             | 1       | 2   | 3   | 4   | 5   | 6   | 7   | 8   | 9   | 10  | Posició | Punts |
| ---- | ------------- | -------------- | ----------------- | ------- | --- | --- | --- | --- | --- | --- | --- | --- | --- | ------- | ----- |
| 1965 | Team Valencia | Cooper Special | Climax Straight-4 | SUD NVQ | MON | BEL | FRA | GBR | HOL | ALE | ITA | USA | MEX | -       | 0     |

### Resum
| Curses: | Victòries: | Pòdiums: | Poles: | Voltes ràpides: | Punts: |
| ------- | ---------- | -------- | ------ | --------------- | ------ |
| 1       | 0          | 0        | 0      | 0               | 0      |